# March Engineering
March Engineering foi uma equipe de Fórmula 1 e fabricante de carros esportivos da Grã-Bretanha. Apesar do pouco sucesso nos grandes prêmios da Formula 1, os carros da March alcançaram melhores resultados em outras categorias do automobilismo entre a Fórmula 2, Fórmula 3 e CART. A última temporada de Fórmula 1 disputada pela March foi a de 1992.

## Início das atividades
Em 1969, a March inicia as suas atividades. Seu nome deriva de um pequeno "acróstico" (poema feito com a primeira letra de cada palavra) formado pelas iniciais dos fundadores.
- Max Mosley;
- Alan Rees;
- Graham Coaker;
- Robin Herd.

## Início na F-1

### Década de 1970: o auge
As atividades na F-1 começaram em 1970, fornecendo chassis à Tyrrell para os pilotos Jackie Stewart e Johnny Servoz-Gavin, mas formaram também uma equipe própria, cujos pilotos eram o neozelandês Chris Amon e o suíço Jo Siffert. A equipe, equipada com o célebre motor Cosworth DFV, fica em 3° lugar, com 48 pontos ganhos. Em 1971, a March, desta vez como uma equipe independente da Tyrrell, e liderada pelo sueco Ronnie Peterson, e seus companheiros foram o italiano Andrea de Adamich, o espanhol Alex Soler-Roig, o também italiano Nanni Galli, o francês Jean-Pierre Jarier e o anglo-egípcio Mike Beuttler. Além deles, Peterson teve como companheiro de equipe o austríaco Niki Lauda, que não pontuou em sua primeira temporada na categoria.
A March, graças ao "Sueco Voador" (que terminou como vice-campeão, a 29 pontos de Jackie Stewart), fica em 4° lugar, com 33 pontos. Para 1972, o time mantém Peterson e Lauda, agora com um contrato permanente, mas a campanha não foi igual à de 1971, ficando em 6° lugar, com 15 pontos marcados. 1973 começou com a volta de Jarier, que também disputaria seu primeiro campeonato em tempo integral, tendo como parceiros de equipe o também francês Henri Pescarolo (então com 39 anos) e o jovem inglês Roger Williamson, que morrera tragicamente no GP da Holanda, devido ao incêndio que consumiu seu carro. O inglês David Purley, amigo de Williamson, tentou salvá-lo, mas em vão. Ainda assim, a equipe fica em 5° lugar, com 14 pontos. O ano de 1974 começou com o alemão Hans-Joachim Stuck, o australiano Howden Ganley, o folclórico italiano Vittorio Brambilla e o sueco Reine Wisell. A equipe ficou em 9° lugar, com 6 pontos. A partir daí, a equipe começou a declinar.

## Declínio da March
1975 poderia ser o ano de afirmação da March na F-1. Brambilla seria mantido, e com ele, veio sua compatriota Lella Lombardi e manteria Stuck. Brambilla conquistou sua única vitória no agitado GP da Áustria, que terminou com apenas metade dos pontos computada para o italiano. Lella Lombardi conquistou 0,5 ponto, também em uma corrida incompleta (o GP da Espanha, marcado pelo grave acidente de Rolf Stommelen). Stuck ficou zerado na temporada, e a March, com 7,5 pontos, fechou em nono. Para 1976, a March repatria Ronnie Peterson, e mantém Stuck pela terceira temporada consecutiva. Porém, longe de seus dias vitoriosos, a equipe fechou em sétimo lugar, com 19 pontos e sua última vitória na F-1 foi com Peterson, no GP da Itália.
1977 foi o pior ano da March na década. Stuck disputa a quarta temporada seguida pela escuderia, tendo Alex Dias Ribeiro, Ian Scheckter (irmão de Jody Scheckter) e Brian Henton como companheiros de equipe. Os quatro terminam a temporada sem marcar nenhum ponto. Este foi o estopim para a primeira saída da March na F-1.

## Década de 1980

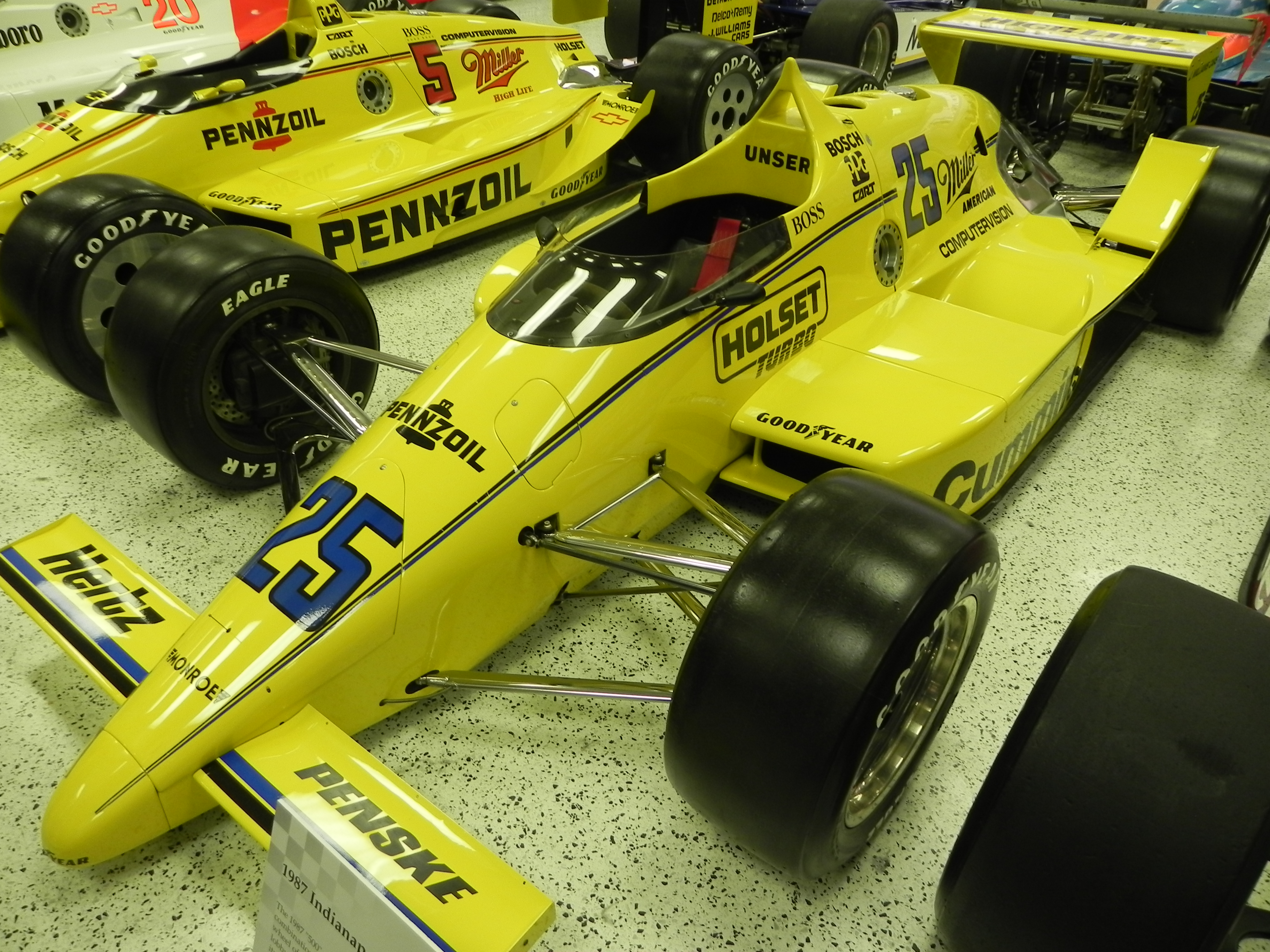
Carro da March Engineering na CART em 1987.

### Fracassos no início da década
Entre 1981 e 1982, a March colecionou insucessos em sua volta à categoria. Com seis pilotos diferentes (Eliseo Salazar, Derek Daly, Raul Boesel, Jochen Mass, Rupert Keegan e Emilio de Villota), a equipe fecha as duas temporadas sem pontuar. Só ganhou as manchetes quando o alemão Mass, em sua despedida como piloto de Fórmula 1, envolveu-se no acidente fatal de Gilles Villeneuve nos treinos para o GP da Bélgica.

### Fase Leyton House
No ano de 1987, a March volta à categoria, agora com nova nomenclatura: "Leyton House March Team". Porém, a equipe sempre foi chamada com o nome que a tornou famosa, e seu piloto foi o jovem italiano Ivan Capelli, que marca um ponto, deixando a equipe em 13° lugar.

### 1988-1989: recuperação
Nos anos de 1988 e 1989, a March veio disposta a se recuperar das pífias apresentações das temporadas anteriores. Capelli é mantido e o brasileiro Maurício Gugelmin é contratado como companheiro de equipe. A estreia da March na temporada foi cômica: a equipe veio para Jacarepaguá com um carro de Fórmula 3000, e o motor Judd, que era grande, não cabia direito nos carros. Mesmo assim, o time fez ótimas corridas, geralmente com Capelli. Ao fim das contas, a March/Leyton House teve um bom desempenho, ficando em sexto lugar, com 22 pontos. 1989 não foi um ano generoso com a equipe, que dependia muito das atuações de Capelli. Entretanto, o italiano amargou o trigésimo lugar na classificação, sem pontuar e abandonando 14 corridas. Gugelmin conquistou o melhor resultado da equipe no ano ao chegar em terceiro no GP do Brasil (seu único pódio na Fórmula 1), e a March, com estes quatro pontos, fechou a temporada em 14°. A equipe saiu novamente da categoria logo após ser vendida à Leyton House.

## Década de 1990

### A última temporada
1992 foi o último ano da March como equipe independente. O jovem austríaco Karl Wendlinger permanece na equipe (disputou a reta final da 1991), tendo como companheiro de time o francês Paul Belmondo, filho do famoso ator e cineasta Jean-Paul Belmondo. Karl marca 3 pontos ao chegar num surpreendente 4° posto no Canadá. Após largar em apenas 5 etapas, Paul Belmondo é dispensado e, para seu lugar, o italiano Emanuele Naspetti é contratado. Mas o piloto nascido em Ancona falhou em conseguir resultados expressivos, tendo apenas um 11º lugar como melhor posição de chegada. O holandês Jan Lammers (que não disputava a categoria desde 1982) recebe uma proposta da equipe para disputar as duas últimas corridas da temporada, substituindo Wendlinger, contratado pela Sauber para ser piloto de testes, visando a estreia da equipe suíça na F-1 em 1993. Largando de trás, não marcou nenhum ponto, tendo como melhor resultado em sua curta passagem um 12° lugar na Austrália. Mesmo assim, as atuações de Lammers garantiram sua contratação para a próxima temporada.

## A falência antes do início da Temporada de 1993
Embora em crise financeira, a March preparava-se para disputar a temporada de 1993, mantendo Lammers em um de seus carros, e contratando o francês Jean-Marc Gounon para ser companheiro do veterano holandês. Entretanto, a escuderia afundava-se de vez em dívidas e encerra as atividades na F-1 antes da temporada começar, deixando Lammers a pé e Gounon adiando sua estreia na F-1 até a saída repentina do brasileiro Christian Fittipaldi da Minardi.

## Tentativa de regresso à Fórmula 1
Em maio de 2009, a March foi incluída na lista de novas equipes que estreariam na F-1 em 2010. Entretanto, o time não foi incluído dentre as quatro equipes que estreariam na temporada seguinte.

## Vitórias por piloto
Ronnie Peterson: 1